# Parque nacional de Algeti
El parque nacional de Algeti (en georgiano: ალგეთის ეროვნული პარკი, algetis erovnuli parki) Es un área protegida en Georgia, al sureste del país. Se encuentra en la región de Kvemo Kartli, en el Municipio de Tetritsqaro, a unos 60 km al suroeste de la capital nacional, la ciudad de Tiflis.
El parque nacional extiende a lo largo de la parte superior del valle Algeti en las laderas boscosas del sur de la cordillera Trialeti, siendo su punto más alto el Monte Kldekari a 2000 m sobre el nivel del mar. El parque fue fundado bajo el gobierno soviético en 1965 como una reserva estatal para proteger a los límites orientales del Abeto del Cáucaso y el Abeto Nordmann. En 2007, se reorganizó como un parque nacional.